# لبنى بن حجة
لبنى بن حجة (مواليد 19 مايو 1989) رياضية جزائرية متخصصة في سباق 400 متر حواجز. تلعب في نادي التجمع الرياضي البترولي،
اقتطعت تأشير التأهل لأولمبياد طوكيو 2020.في سباق 100 متر مستفيدة من قاعدة «العالمية» للاتحاد الدولي للانضباط (ألعاب القوى العالمية).

## المسيرة الرياضية
في 16 أكتوبر 2018، توجت لبنى بن حجة بالميدالية الفضية، خلال الألعاب الاولمبية للشباب 2018 ببوينس ايرس (الأرجنتين).

## سجل المنافسة
| بتاريخ | مسابقة                      | مكان       | نتائج | اختبار      | أداء                    |
| ------ | --------------------------- | ---------- | ----- | ----------- | ----------------------- |
| 2017   | البطولات العربية للناشئين   | رادس       | 1     | 100 م       | 12 ثانية 79             |
| 2017   | البطولات العربية للناشئين   | رادس       | 2     | 400 م حواجز | 1:02:35                 |
| 2018   | العاب الشباب الافريقي       | الجزائر    | 2     | 400 م حواجز | دقيقة واحدة 00 ثانية 79 |
| 2018   | الألعاب الأولمبية للشباب    | بوينس ايرس | 2     | 400 م حواجز | 2:06:68                 |
| 2019   | البطولات العربية            | القاهرة    | 3     | 400 م حواجز | 59 ثانية 21             |
| 2019   | البطولات الأفريقية للناشئين | أبيدجان    | 3     | 400 م حواجز | 59 ثانية 18             |
| 2021   | البطولات العربية            | رادس       | 2     | 400 م حواجز | 57 ثانية 39             |

## تكريم
في 2018، منحت جائزة أفضل رياضي جزائري صاعد من طرف اللجنة الأولمبية والرياضية الجزائرية.

## روابط خارجية
- لبنى بن حجة على موقع الاتحاد الدولي لألعاب القوى (الإنجليزية)
- لبنى بن حجة على موقع أوليمبيديا (الإنجليزية)